# Lismore (Irlanda)
Lismore è una città situata nella parte occidentale della contea di Waterford, in Irlanda.
Lismore si è sviluppata attorno al monastero fondato nel VI secolo da Cartaco. Sorge sulle sponde del fiume Blackwater, ai piedi delle Knockmealdown. È dominata dal Castello di Lismore, che dal 1753 è residenza del duca del Devonshire.
Originario di questo villaggio è il Santo protettore della città di Taranto, San Cataldo vescovo, così come il celebre scienziato Robert Boyle.
Appartiene alla diocesi di Waterford e Lismore.

## Edifici importanti
- Saint Carthage's Cathedral
- Lismore Castle Gardens
- Lismore Heritage Centre
- Lady Loiuse's Walk
- Town Walk